# واترفوكس
واترفوكس (بالإنجليزية: Waterfox)‏ هو متصفح ويب مفتوح المصدر لأنظمة التشغيل 64-بت، يهدف لزيادة السرعة والكفاءة  وحافظ على دعم امتداد إرث وهو مشتق  من فايرفوكس.هناك إصدارات رسمية لل ويندوز 64-بت (بما في ذلك نسخة للهاتف المحمول), ماك، لينكس 64 بتو أندرويد 64 بت
Waterfox تم بناؤه على أساس فايرفوكس وتم تجميعه باستخدام مختلف المجمعين وباستخدام إنتل الرياضيات نواة مكتبة، ملحقات SIMD دفق 3 وملحقات متجه المتقدمة. لينكس يبني يتم بناؤها مع رنة. Waterfox هو الاستمرار في دعم طويل الأمد لXUL و XPCOM إضافة على القدرة على أن فايرفوكس إزالتها في النسخة 57.

## نظرة عامة
Waterfox يختلف من فايرفوكس في عدد من المميزات:
- تعطيل ملحقات الوسائط المشفرة (EME)
- تعطيل شبكة الإنترنت في وقت التشغيل
- إزالة أدوبي DRM
- إزالة الجيب
- إزالة القياس
- إزالة جمع البيانات
- إزالة بدء التشغيل التنميط
- مما يسمح بتشغيل جميع 64 بت NPAPI الإضافات
- مما يتيح تشغيل من غير امتداد
- إزالة برعاية البلاط على صفحة علامة تبويب جديدة
- بالإضافة إلى تكرار علامة التبويب الخيار
- إضافة لغة محدد في نحو:preferences > General
- التخلف إلى بنج مثل محرك البحث بدلا من Ecosia, جوجل أو ياهو![9]
- كوكي موجه من الإصدار 56.0 (بيتا)[10]

## التاريخ

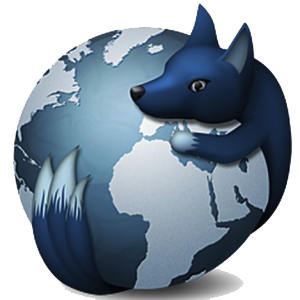
شعار واترفوكس استخدم حتى عام 2015

واترفوكس صدر لأول مرة في آذار / مارس 27, 2011 للويندوز 64 بت.بنيت نسخة للماك  وتم تقديمها في 14 أيار / مايو 2015 مع الإفراج عن الإصدار 38.0, تم بناء  نسخة لينكس وعرضها في 20 ديسمبر 2016 مع الإفراج عن الإصدار 50.0،  تم بناء  النسخة 55.2.2 ولاول مرة للاندرويد.
الإصدار 29.0 صدر في 22 تموز / يوليو 2015 تم بناؤه لل أي أو اس. ومن مايو 12, 2015 12 نوفمبر 2015, واتر فوكس أصبح يمتلك خاصية  حصرية وهي محرك البحث أو  ما يسمى العاصفة.

## معايير الاستخدام
فايرفوكس 32 بت  تفوق على واتر فوكس  في اختبارات القياسية للمتصفحات في الحفاظ على الأمان الدي قامت بهTechRepublic في عام 2012،  وواترك فوكس 64 بت تفوق قليلا على فاير فوكس  32-بت في اختبارات تشغيل برامج مجانية في 2014. ومع ذلك، في عام 2016 واتر فوكس64 بت أصبح أسوأ من أداء موزيلا فايرفوكس 64 بت في معايير كراكن SunSpider, JetStream واوكتان 2.0 . كانت المعايير  متوفرة لمطورين الموقع ولكن منذ ذلك الحين تم إزالتها. واترفوكس  قدم في حدث يسمى «الملعب@القصر» في قصر سانت جيمس عن الأمير أندرو دوق يورك.
في تاريخ واترفوكس كان  لديه أكثر من 6 ملايين تنزيل.

## وصلات خارجية
- واترفوكس على موقع Open Hub (الإنجليزية)
- واترفوكس على موقع Google Play (الإنجليزية)
- الموقع الرسمي